# Prairie du Chien (Wisconsin)
Prairie du Chien – miasto w Stanach Zjednoczonych, w stanie Wisconsin, siedziba administracyjna hrabstwa Crawford.